# Télécran
Pour les articles homonymes, voir Télécran (homonymie).
Cet article concerne un objet du roman 1984. Pour le jouet Télécran, voir Écran magique.
Le télécran (telescreen dans la version originale en anglais) est un objet fictif inventé par George Orwell dans son roman 1984 publié en 1949. Il s'agit à la fois d'un système de télévision qui diffuse en permanence les messages de propagande du Parti, et de vidéo-surveillance qui permet à la Police de la Pensée d’entendre et de voir ce qui se fait dans chaque pièce où se trouve un individu. Le télécran est présent dans les appartements de tous les membres du Parti. Les prolétaires n'y sont pas soumis car ils ne représentent pas une menace pour le Parti : « La grande majorité d'entre eux n'a pas de télécran à domicile » (1984, Chapitre 7).
On ne peut arrêter le télécran à  aucun moment. Il est juste possible de réduire le volume sonore. Seuls les membres du Parti intérieur peuvent, semble-t-il, arrêter le télécran qui se trouve à leur domicile pendant une courte période. Cet objet est décrit comme « une plaque de métal oblongue, miroir terne encastré dans le mur » ou « une plaque de métal oblongue qui ressemble à un miroir terni et occupe une partie du mur ».
Orwell s'est emparé d'une innovation qui faisait débat à l'époque : la télévision, dont le nom était en lui-même tout un programme. La confusion entre récepteur et caméra était, en outre, une inquiétude répandue aux débuts de la télévision, certaines des rares personnes équipées se croyant surveillées par l'appareil.
Le rapprochement a été fait avec le panoptique,.